# Legion of Doom (команда хакеров)
Legion of Doom («Легион неотвратимой судьбины») — группа американских хакеров, активно действовавшая с 1984-го по 1992-й годы под руководством Криса Гогганса, который был также известен под сетевым ником Erik Bloodaxe («Эрик Кровавый Топор»). Помимо некоторой информации о лидере группы, в прессу просочилась информация о псевдонимах других её членов: Lord Digital, Phiber Optik, Lex Luthor, Monster X, The Prophet, Doc Holiday, Pucked Agent 104, Dr DOS, Blue Archer и Unknown Soldier.

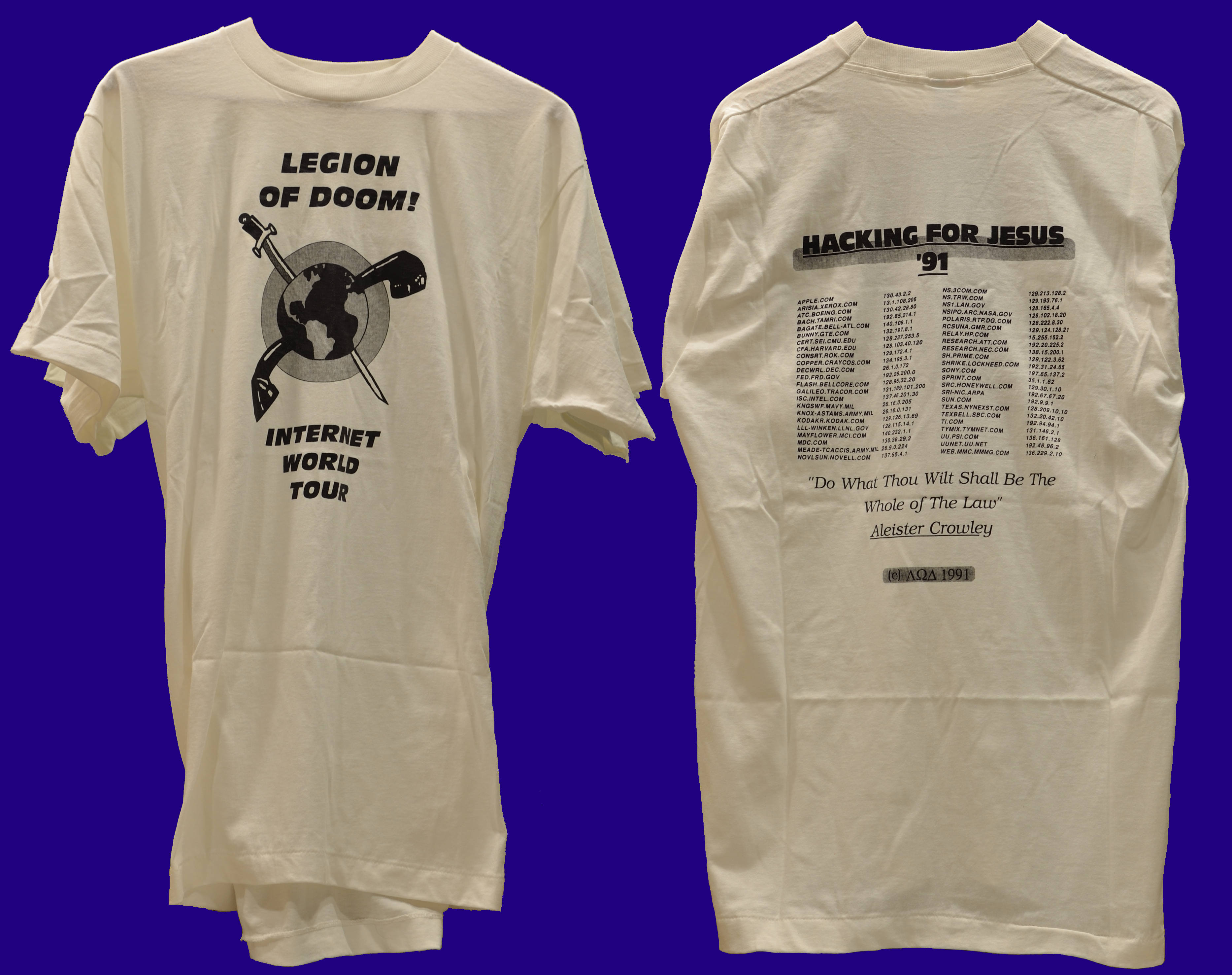
Футболки с символикой Legion of Doom, 1991 год

Поначалу члены этой команды развлекались телефонным фрикингом и взломом закрытых баз данных. Несколько позднее выяснилось, что группировка Legion of Doom была причастна к масштабным неполадкам телефонных сетей корпорации AT&T, произошедшим 15 января 1990 года. Из-за этого сбоя около 60 000 американских домохозяйств лишились телефонной связи примерно на 9 часов. В результате расследования по инициативе аризонского прокурора Гейла Теккерея и Секретной службы с 7 по 9 мая 1990 года в 14 штатах США была проведена массовая полицейская операция под названием «Солнечный Дьявол» (англ. Sun Devil) в которой приняли участие до 150 офицеров органов охраны правопорядка. В рамках её мероприятий произошло изъятие 42 компьютеров и 23 000 дискет, а ряду членов хакерской группировки Legion of Doom были предъявлены обвинения в нарушении авторских прав на интеллектуальную собственность и нанесении ущерба электронным и компьютерным системам.